# Климова Ірина Михайлівна
Ірина Михайлівна Климова (нар.. 12 квітня 1967, Москва, РРФСР, СРСР) — радянська і російська актриса кіно і телебачення, Театру імені Моссовєта, естрадна співачка, кінопродюсерка. Заслужена артистка Росії (2014).

## Біографія
Ірина Климова народилася в Москві 12 квітня 1967 року. Після школи вступила до Театрального училища імені Бориса Щукіна на курс Алли Олександрівни Казанської. З 1986 року почала зніматися в кінофільмах. Після закінчення училища в 1988 році отримала пропозиції з дванадцяти театрів.
На початку свого творчого шляху Ірина Климова була артисткою Театру імені Є. Вахтангова, грала Лізоньку у виставі «Зойчина квартира». Потім служила в Театрі імені Моссовєта. У 1993 році пішла з трупи і зосередилася на зйомках у кіно — і телефільмах, виступала на естраді. В 1998 році випустила сольний альбом «Я так втомилася чекати». У 1999 році повернулася до театру.
Була співведучою у телевізійній програмі «Клуб колишніх дружин» (телеканал ТНТ). У 2008 році брала участь в проєкті каналу «Росія-1» «Танці з зірками». У 2013 році брала участь у програмі «Живий звук» на каналі «Росія-1». Брала участь у програмі «Три акорди» на Першому каналі (2017).
У 2010 році дебютувала як продюсерка з фільмом «Будинок без виходу».

## Особисте життя
- Перший чоловік — актор Валерій Боровинських. Шлюб тривав 10 років.
- Другий чоловік — актор Олексій Нілов (розлучені).
  - син Микита (нар. 2003).

## Творчість

### Ролі в театрі

#### Театр імені Є. Вахтангова
- «Зойчина квартира» — Лізонька

#### Театр імені Моссовєта
- «Максим наприкінці тисячоліття» — Кіля
- «Калігула» — Дружина Муція
- «Кафе Превера» — Барбара
- «Лялечка» — Лялечка Міген
- «Матуся Кураж та її діти» — Іветта Потьє
- «Кін, або Геній і безпутність» — Анна Дембі
- «Шиворіт-навиворіт» — Альона
- «У випадку вбивства набирайте „М“» — Марго Вендіс
- «Ісус Христос — суперзірка» — Марія Магдалина
- «Дивна історія доктора Джекіла і містера Гайда» — Люсі Гарріс, Емма Керроу (грала двічі)
- «Морська подорож 1933 року» — Мері
- «Шум за сценою» — Дотті
- «Васса Желєзнова» — Людмила

### Фільмографія
- 1981 — Таємниця записної книжки (епізод)
- 1985 — Страховий агент (епізод)
- 1986 — Трава зелена — Настя
- 1987 — Забави молодих — Єрмолаєва
- 1987 — Поразка — Олена
- 1987 — Гніт (короткометражний)
- 1989 — Молодий чоловік з гарної родини — Ія
- 1989 — Щасливчик — Маша Танєва
- 1990 — Анютині оченята і панські ласки — Анюта
- 1990 — Зимова вишня-2 — Світлана («Слоник»)
- 1991 — Діти, що втікають від грози (кіноальманах) (фільм «Мій милий Чиж») — Надя
- 1991 — Між неділею та суботою
- 1991 — Небеса обітовані — наречена
- 1991 — Мігранти
- 1991 — Рудольфіо (фільм-спектакль) — Іо
- 1992 — Рекет — Люся
- 1994 — Петербурзькі таємниці —  Доллі Шиншеєва
- 1995 — Зимова вишня 3 — Світлана («Слоник»)
- 1999 — Розв'язка Петербурзьких таємниць — Доллі Шиншеєва
- 2000 — Третього не дано
- 2001 — Вулиці розбитих ліхтарів —. Менти-4 (серія «Королева бензоколонок») — Наташа
- 2005 — МУР є МУР-3 (епізод)
- 2007 — Сваха (серія «Егоїстка») — Світлана
- 2009 — Морський патруль-2 (серія «Гра») — Віолетта
- 2009 — Сім дружин одного холостяка — Світла
- 2010 — Для початківців кохати — Надя, колишня дружина Андрія
- 2010 — Адвокатеси (серія «Блиск і злидні») — Олена Вдовіна
- 2011 — Товариші поліцейські — Сухова Ганна
- 2013 — Поцілуйте наречену — Наталя Петрівна Зеленцова
- 2015 — Медсестра — Лобанова Валерія
- 2016 — Напарниці — Тетяна Станіславівна, лікарка
- 2017 — Така, як всі (перший канал) — Альбіна
- 2017 — Зимова вишня 4 — Світлана

### Дискографія
У 1998 році Ірина Климова випустила сольний альбом «Я так устала ждать» (Студія Союз).
| #   | Назва                 | Автор слів            | Автор музики    | Тривалість |
| --- | --------------------- | --------------------- | --------------- | ---------- |
| 1.  | «Я так устала ждать»  | Сергій Трофімов       | Сергій Трофімов | 4:04       |
| 2.  | «Детский сон»         | Олег Рудок            | Микола Парфенюк | 4:54       |
| 3.  | «Ветер любви»         | Кирило Крастошевський | Руслан Горобець | 4:48       |
| 4.  | «Далеко»              | Карен Кавалерян       | Руслан Горобець | 4:11       |
| 5.  | «Я вернусь»           | Игорь Воронежский     | Микола Парфенюк | 3:48       |
| 6.  | «Снег»                | Кирило Крастошевський | Руслан Горобець | 5:04       |
| 7.  | «Поцелуй на прощанье» | Кирило Крастошевський | Руслан Горобець | 4:27       |
| 8.  | «Романс»              | Сергій Трофімов       | Сергій Трофімов | 3:00       |
| 9.  | «Мне снилась ночь»    | Карен Кавалерян       | Андрій Мисін    | 4:41       |
| 10. | «Ангел»               | Олександр Віста       | Микола Парфенюк | 6:32       |

На пісні «Я так устала ждать», «Детский сон», «Романс» («Как я тебя ждала») були зняті відеокліпи, які ротувалися на телебаченні.
Указом Мера Москви Сергія Собяніна від 18 серпня 2011 року присвоєно звання «Почесний працівник культури міста Москви».